# Дворянская улица (Владимир)
Дворя́нская у́лица (в 1919—1925 и 1927—1967 — Больша́я Моско́вская, в 1925—1927 — Револю́ции 1905 го́да, в 1967—1995 — Моско́вская) — улица в историческом центре Владимира. Часть старого Владимирского тракта. Начинается от Большой Московской улицы, заканчивается, переходя в улицу Студёная Гора. Нумерация домов — от Золотых ворот.

## История
Местность, на которой ныне расположена Дворянская улица, начала застраиваться с 1588 года, после того как во Владимире был учреждён ям — дорожная станция на тракте из Москвы в Нижний Новгород. У Золотых ворот появилась Ямская слобода, первыми обитателями которой стали 15 семей, переселённых из суздальского села Михайлова Сторона. Слобода быстро разрасталась и вносила большое оживление в городскую жизнь, но во время пожара 1778 года она полностью сгорела и в следующем году была перенесена на новое место (в район современного проспекта Ленина), а на месте старой Ямской слободы вскоре появилась городская улица — Дворянская.
Дворянская улица считалась одной из самых красивых в городе. По данным 1847 года на ней, кроме строений дворян, имелось шесть купеческих особняков. В 1885 году было построено здание ремесленного училища И. С. Мальцова. Благодаря электростанции, обслуживающей нужды училища, Дворянская улица первой в городе получила электрическое освещение. У подножия Студёной горы была выстроена лютеранская кирха (до настоящего времени не сохранилась), а в 1913 году сооружена старообрядческая Троицкая церковь. В XX веке облик Дворянской улицы сильно изменился в связи с утратой старых особняков и появлением зданий театра драмы, центрального универмага, стадиона «Торпедо», корпусов ВЗПО «Техника».
В 1919 году Дворянская улица была переименована в Большую Московскую, переняв прежнее название улицы III Интернационала, которая шла от Золотых ворот до Большой Нижегородской улицы. Постановлением пленума горсовета от 19 декабря 1925 года была переименована в улицу Революции 1905 Года, но 24 декабря 1927 года ей было возвращено название Большая Московская. Решением исполкома горсовета № 1106 от 4 октября 1967 года улица стала называться Московской. Историческое название Дворянская было утверждено за улицей решением Главы администрации Владимира № 1212-р от 13 сентября 1995 года (подтверждено распоряжением № 1948-р от 17.12.1997).

## Примечательные здания
По нечётной стороне:
- № 1А. Золотые ворота — памятник архитектуры XII века из списка Всемирного наследия ЮНЕСКО.
- № 1. Здание средней школы № 1 (1864, архитектор Н. А. Артлебен), в котором в 1870—1917 годах размещалась земская женская гимназия — первое во Владимирской губернии среднее общеобразовательное женское учебное заведение, содержащееся на средства земства. Среди выпускниц гимназии — Ольга Варенцова и Варвара Златовратская, сестра писателя Николая Златовратского. С 1920 года в здании находилась советско-партийная школа, с 1922 года — рабфак, с 1934 года — средняя школа.
- № 27. Здание авиамеханического колледжа (1885, архитекторы М. Н. Чичагов, Д. К. Советкин) — бывшего земского ремесленного училища И. С. Мальцова. Мемориальные доски, установленные на здании, указывают на обучавшихся здесь комиссара крейсера «Аврора» Александра Белышева и писателя Владимира Солоухина. В 1935 году на базе учебных мастерских механического техникума организован Опытный завод прецизионного оборудования (ныне ВЗПО «Техника»).

По чётной стороне:
- № 2. Старообрядческая Троицкая церковь (1913—1916, архитектор С. М. Жаров). С 1971 года в храме располагается выставка «Хрусталь, вышивка, лаковая миниатюра».
- № 4. Владимирский академический театр драмы имени А. В. Луначарского (1971, архитекторы Г. Горлышков, И. Былинкин, В. Давиденко, Н. Шабалина).
- № 16А. Стадион «Торпедо», домашнее поле одноимённого футбольного клуба (1950). На месте главного входа на стадион располагался дом вдовы поручика А. И. Рогозина, в котором с 1 октября 1839 по 24 марта 1840 года жил Александр Герцен.

## Галерея

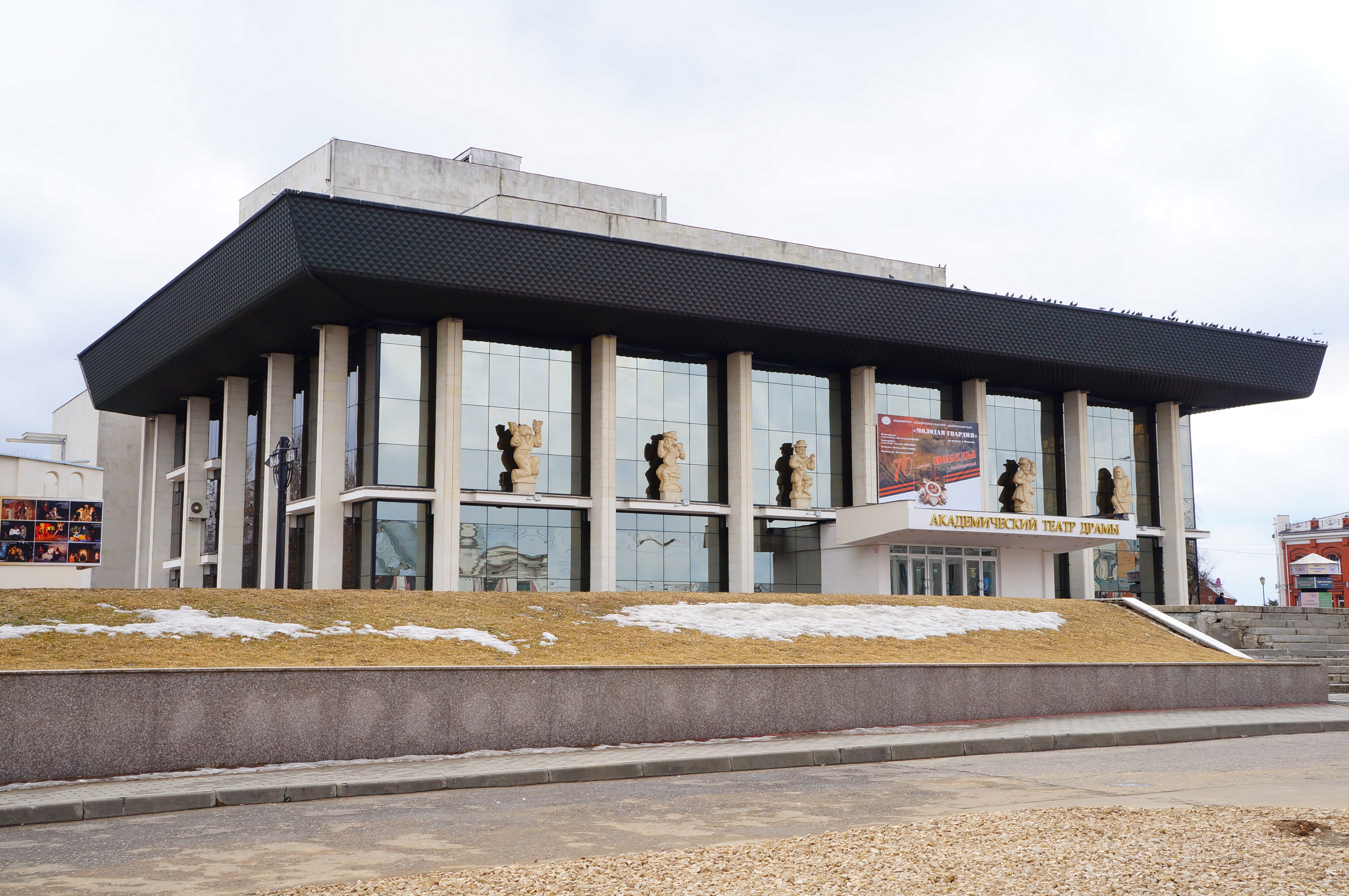
Владимирский академический театр драмы
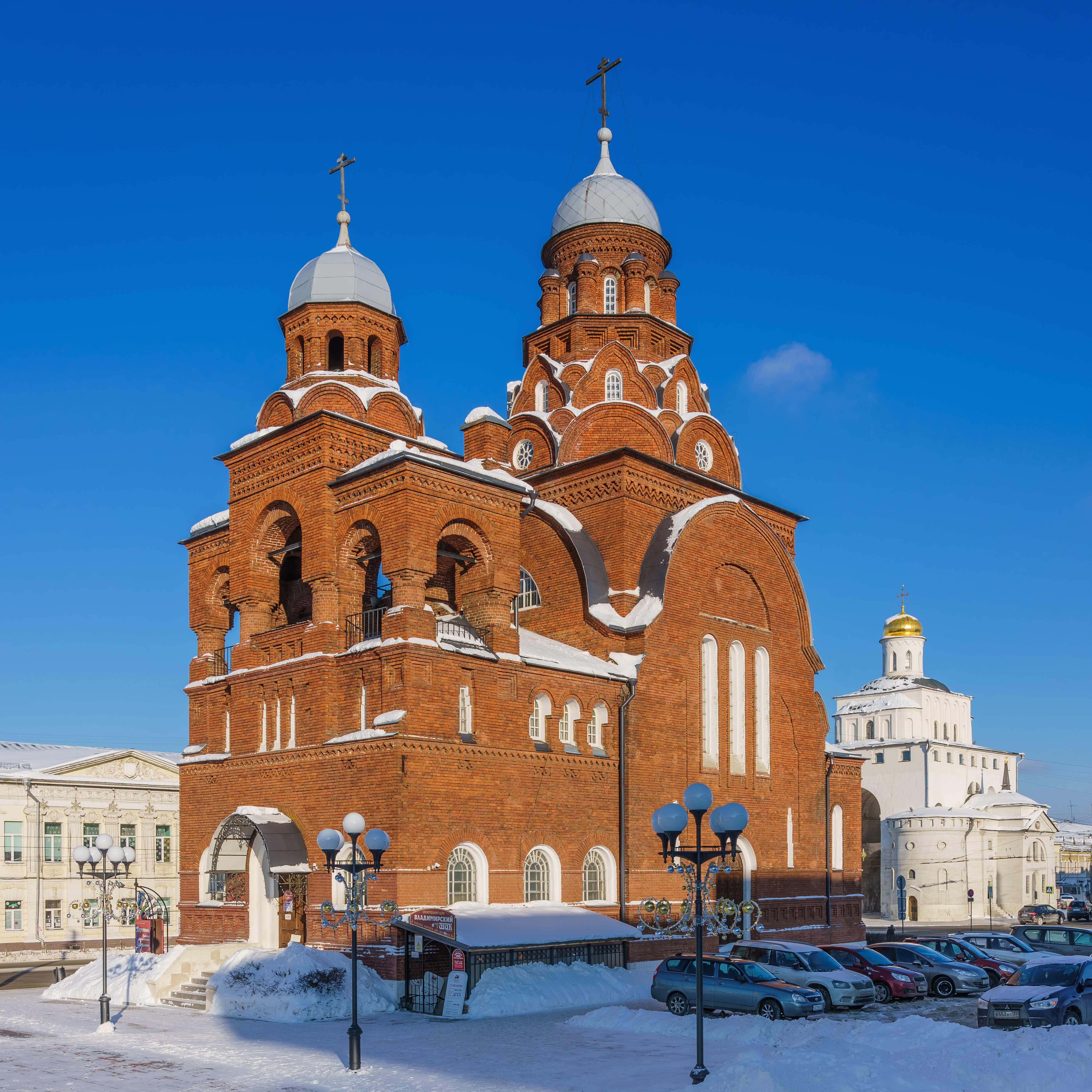
Троицкая церковь
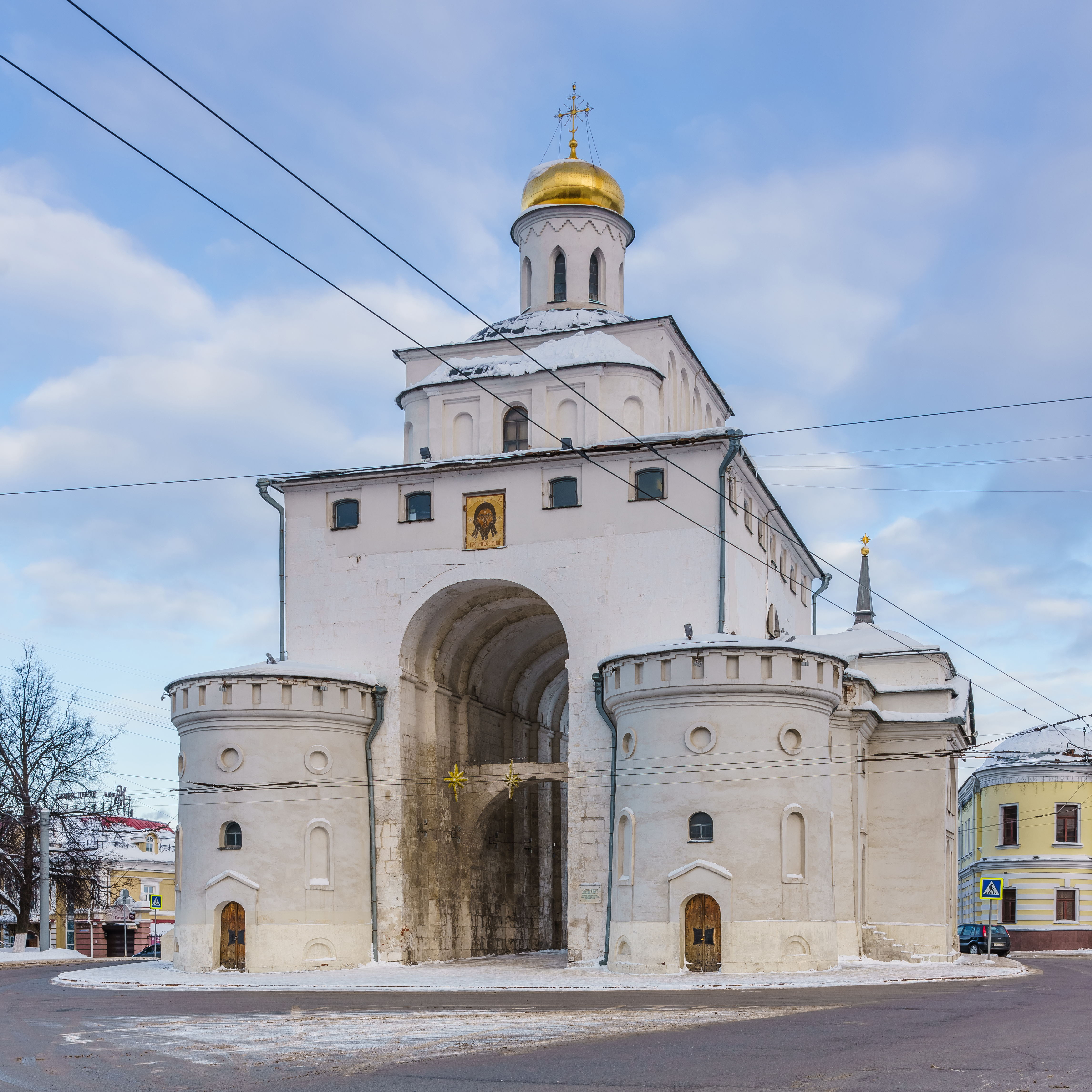
Золотые ворота
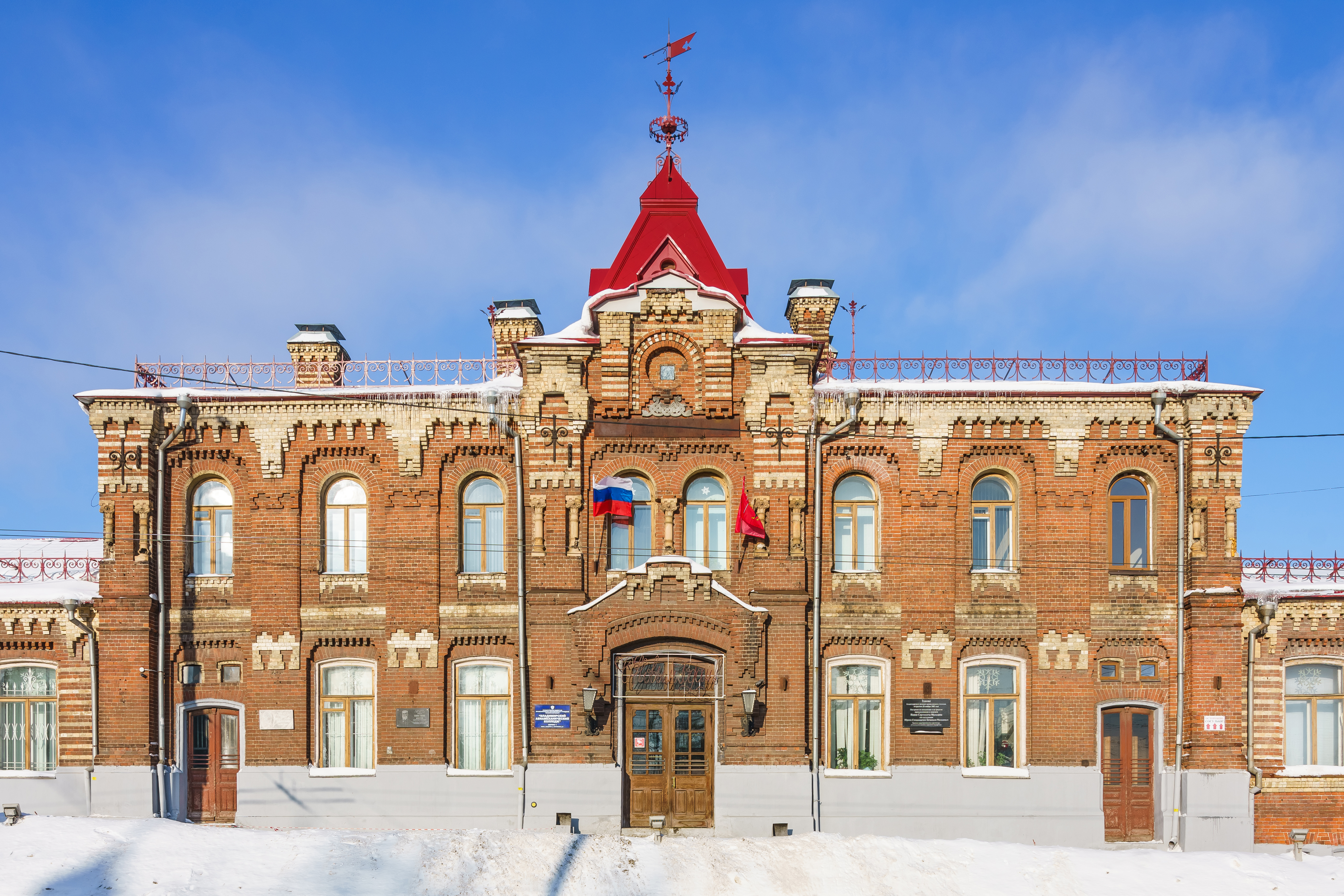
Авиамеханический колледж (Мальцовское училище)
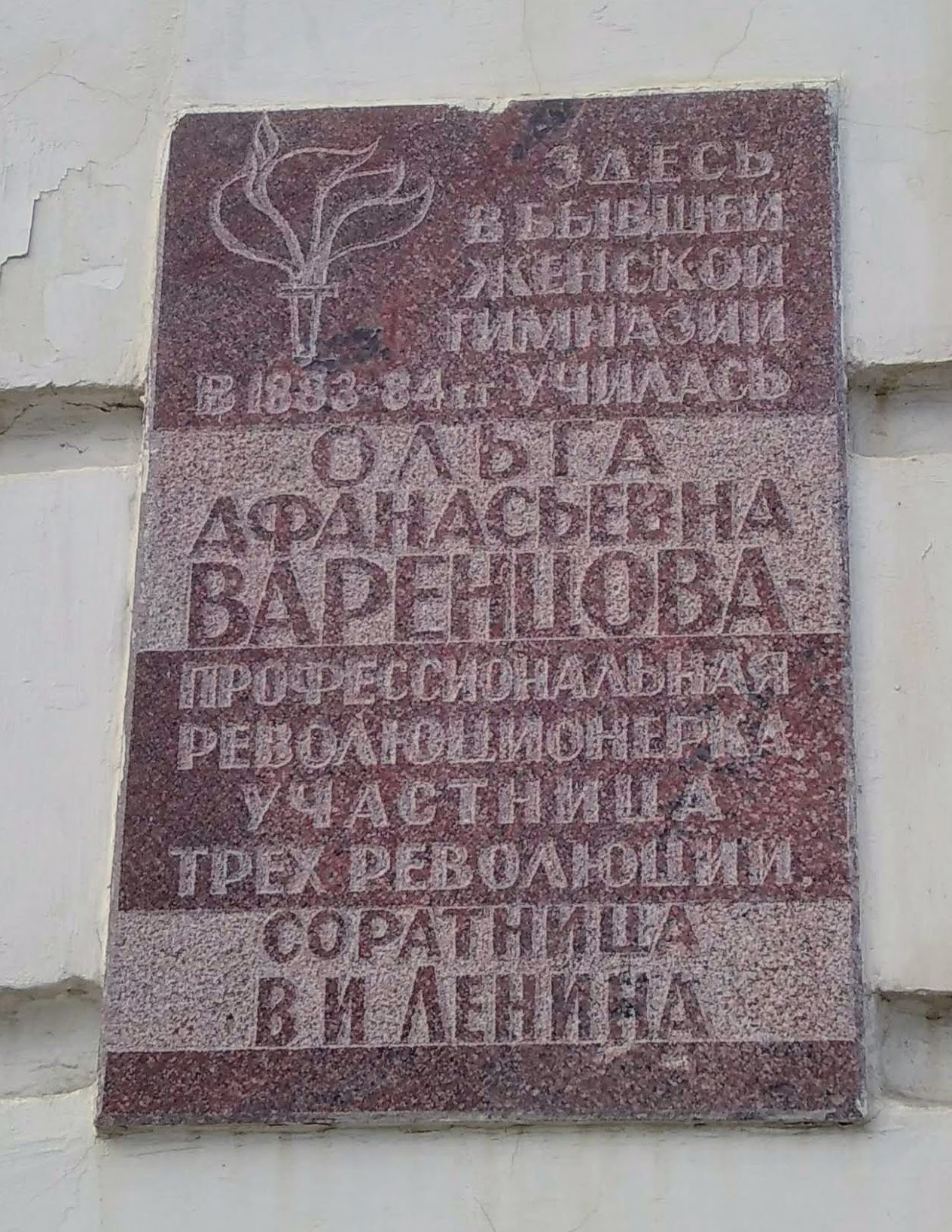
Мемориальная доска на здании средней школы № 1